# Svenska Tonsättares Internationella Musikbyrå

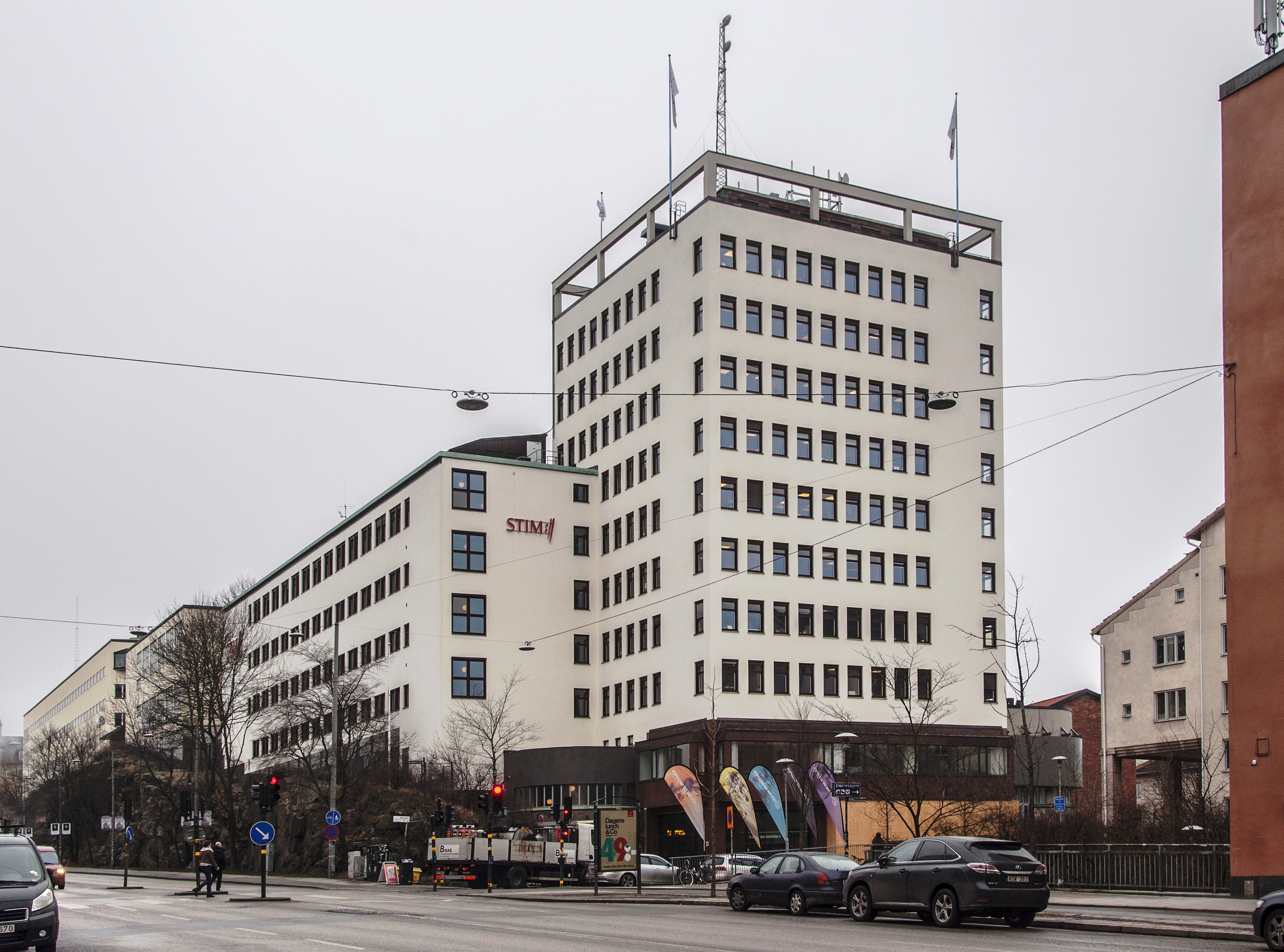
Sitz des STIM in Stockholm

Svenska Tonsättares Internationella Musikbyrå (STIM) ist die schwedische Verwertungsgesellschaft für Musikschaffende. Sie ist das Pendant zur deutschen GEMA bzw. zur österreichischen AKM. Die Organisation wurde 1923 gegründet und hat ihren Sitz in Stockholm.

## Andere Verwertungsgesellschaften
- International Federation of the Phonographic Industry (IFPI)
- American Society of Composers, Authors and Publishers (ASCAP)